# Santeri Alkio
Santeri Alkio (jusqu'en 1898 Aleksander Filander, né le 17 juin 1862 à Laihia et mort le 24 juillet 1930 à Laihia) est un homme politique, écrivain et journaliste finlandais de premier plan du début du XXe siècle, dont on se souvient avant tout comme le fondateur et l'idéologue de l'Union agraire,,,.

## Biographie
Santeri Alkio fait ses débuts politiques au sein du Parti jeune finnois mais il en démissionne.
Par la suite, afin d'éviter que la population rurale ne tombe dans le piège du socialisme, il fonde en 1906 l'Union rurale des jeunes Finlandais d'Ostrobotnie du Sud, qui fusionne en 1908 avec le Parti agrarien moins idéologique.
Il devient l'idéologue principal de l'actuel Parti du centre, et il est encore considéré comme le père spirituel du Parti.
Il est élu député du Parti jeune finnois pour la circonscription du Sud de Vaasa de 22 mai 1907 au 31 juillet 1908, puis député ML de 1er juin 1909 au 1er février 1914 et de 4 avril 1917 au 4 septembre 1922.
Il est ministre des Affaires sociales des gouvernements Kaarlo Castrén (17.04.1919–15.08.1919) et Vennola I (15.08.1919–15.03.1920),.

## Ouvrages
- Teerelän perhe. Waasan Painoyhtiön kirjapaino, 1887.
- Puukkojunkkarit – kuvauksia nyrkkivallan ajalta. WSOY, 1894.
- Kylistä, kodeista ja vainioilta – kertomuksia ja kuvaelmia. Otava, 1894.
- Murtavia voimia. WSOY, 1896.
- Kansannuorison sivistystarve ja nuorisoseuraliike. WSOY, 1897.
- Kuinka Möhönen Tuonella käytettiin. WSOY, 1899.
- Koiwulahden emäntä ; Suuri palkka. WSOY, 1905.
- Koti ja nuorisoseura. Pyrkijä, 1905.
- Kirjotelmia maalaisliittokysymyksistä. llkka, 1907.
- Kun Suomesta maahenki katosi. Ilkka, 1908.
- Eeva. WSOY, 1912.
- Jaakko Jaakonpoika : romaani. WSOY, 1913. Kansalliskirjasto, Digitointi- ja konservointikeskus, 2015
- Uusi aika. WSOY, 1914.
- Hutiloiva ja epäluuloinen : itsekasvatuskeskustelu. Kansanvalistusseura, 1916.
- Patriarkka : kuvausjakso 1870-luvulta. WSOY, 1916.
- Maalaisliitto : suuntaviivoja. Maalaisliiton kirjallisen yhdistys, 1916.
- Maalaisliittolaista talous- ja yhteiskuntaoppia. Kustantaja tuntematon, 1917.
- Maalaisliitto ja hallitusmuotokysymys. Sanomalehti-osuuskunta Ilkka, 1918.
- Maalaispolitiikkaa 1. Edistysseurojen kustannusoy, 1919.
- Maalaispolitiikkaa 2 : Itsenäisyyskysymys ja hallitusmuotokeskustelut vv. 1917-1919. Edistysseurojen kustannusoy, 1921.
- Maalaisliittolaisesta näkökulmasta : nälkäisille leipää, työttömille työtä. Sanomalehti-osuuskunta Ilkka, 1919.
- Ihminen ja kansalainen. Edistysseurojen kustannusoy, 1919.
- Yhteiskunnallista ja valtiollista : Valikoima sanomalehtikirjoitelmia vuosilta 1906-1918. WSOY, 1919.
- Juoppohullu : elämäntarina. Edistysseurojen kustannusoy, 1920. Kansalliskirjasto, Digitointi- ja konservointikeskus, 2015.
- Kootut teokset I–XIII. WSOY ,1919–1928.
- Keisaririkos : kuvausjakso 1890-luvulta. WSOY, 1923. Kansalliskirjasto, Digitointi- ja konservointikeskus, 2015.
- Valitut teokset. WSOY, 1953.

## Prix et reconnaissance
- Prix de la littérature de l'État finlandais, 1915